# 자기 모멘트
자기 모멘트(磁氣moment, magnetic moment)는 전자기학에서 물체가 자기장에 반응하여 돌림힘을 받는 정도를 나타내는 벡터 물리량이다. '자기 쌍극자 모멘트'(magnetic dipole moment)라고도 부른다. 기호는 {\displaystyle \mathbf {m} } 또는 {\displaystyle {\boldsymbol {\mu }}}이고, 국제 단위는 줄/테슬라 (J/T)다. 자기 모멘트는 전기 쌍극자 모멘트에 대응되는 개념이다.
자기 모멘트를 지니는 계를 '자기 쌍극자'(磁氣雙極子, magnetic dipole)라고 부른다. 이상적인 자기 쌍극자는 전류가 흐르는 매우 작은 전선 고리로 생각할 수 있다. 자기 쌍극자는 외부 자기장 속에서 돌림힘을 받고, '자기적 위치 에너지'(magnetic potential energy)를 가진다.

## 정의

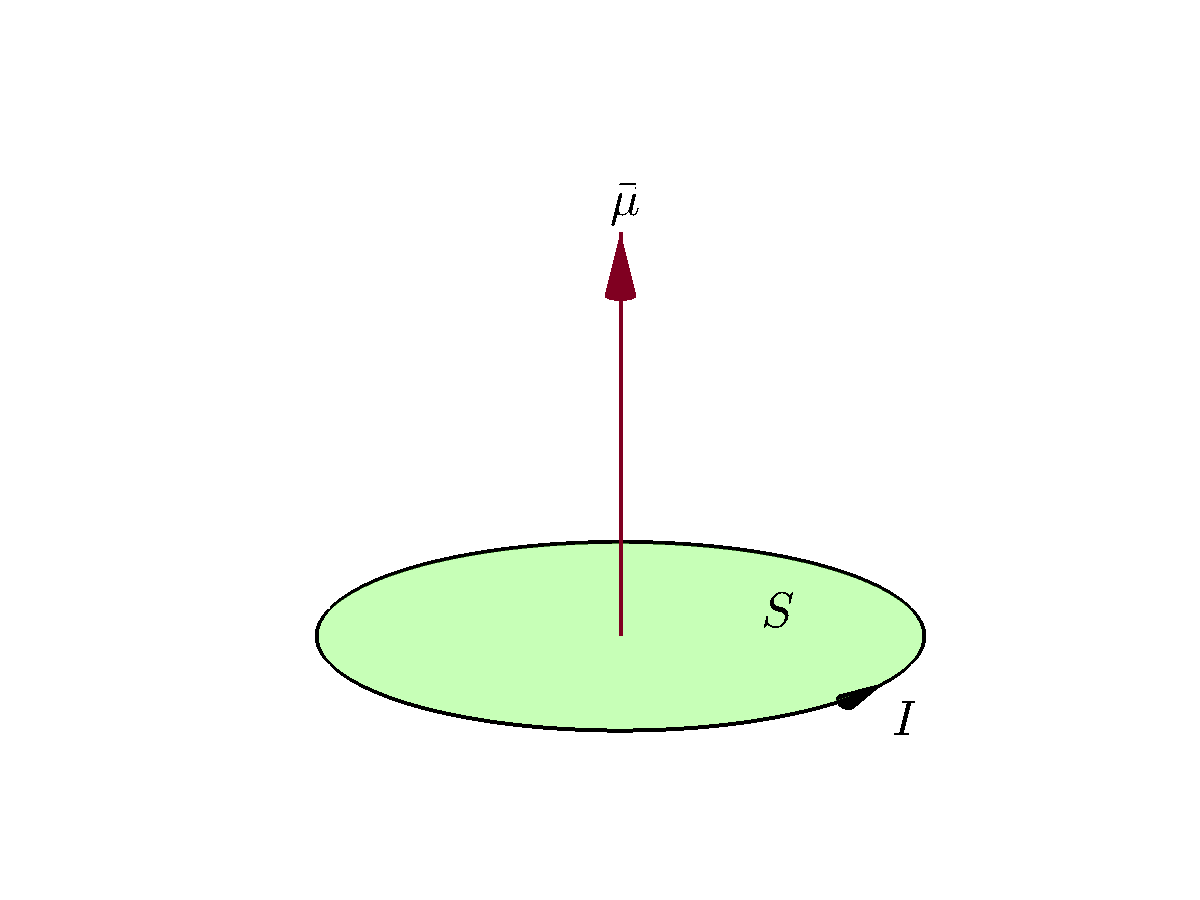
면적 와 전류 를 지닌 평면 전류고리의 자기 모멘트.

전류 밀도 {\displaystyle \mathbf {J} }가 흐르는 물체가 있다고 하자. 그렇다면 이 물체의 자기 모멘트 {\displaystyle \mathbf {m} }는 다음과 같다.
{\displaystyle \mathbf {m} ={\frac {1}{2}}\int \mathbf {r} \times \mathbf {J} \,dV}.
이 공식의 특수한 경우로, 평면 상에 면적 {\displaystyle S}인 폐곡선을 따라 흐르는 전류 {\displaystyle I}를 생각해 보자. 그렇다면 전류 고리의 자기 모멘트는 다음과 같다.
{\displaystyle \mathbf {m} =IS{\hat {\mathbf {n} }}}.
여기서 {\displaystyle {\hat {\mathbf {n} }}}는 평면에 수직인 단위벡터이며, 전류에 대해 오른손 규칙을 따른다. 즉, 엄지를 곧게 세우고 전류의 방향으로 오른손 네 손가락을 감아 쥐었을 때 엄지손가락이 가리키는 방향이 곧 자기 모멘트의 방향이다.
만약 폐곡선을 평면 위에 놓을 수 없다면, 일반적인 공식
{\displaystyle \mathbf {m} ={\frac {1}{2}}I\oint \mathbf {r} \times d\mathbf {r} }
을 써야만 한다.

## 단위
국제단위계에서 자기 모멘트의 단위는 암페어 제곱 미터 (A·m2) 또는 줄 매 테슬라(J/T)이다. 이 둘은 같은 단위의 서로 다른 이름이다. 첫 번째 이름은 자기 모멘트가 전류와 면적의 곱이라는 공식을 나타내고, 두 번째 이름은 자기 모멘트가 자기적 위치 에너지와 외부 자기장의 비라는 공식을 나타낸다.
CGS 단위계에서는 보통 에르그 매 가우스(erg/G)를 쓰고, 이는 줄 매 테슬라의 1000분의 1이다. 즉, 국제단위계로 환산하면 다음과 같다.
1 erg/G = 1 mJ/T = 1 mA·m2.

## 자기 쌍극자가 외부 자기장에 받는 영향

### 자기 쌍극자가 받는 돌림힘
자기 모멘트 {\displaystyle \mathbf {m} }를 지닌 전류 고리가 자기장 {\displaystyle \mathbf {B} }하에 놓이게 되면 그 기하학적 중심에 대하여 알짜 돌림힘 {\displaystyle {\boldsymbol {\tau }}}가 작용하게 된다. 이들 사이의 관계는 벡터의 벡터곱을 사용하여
{\displaystyle {\boldsymbol {\tau }}=\mathbf {m} \times \mathbf {B} }　　　　　　　 - 　(1)
와 같이 표현된다.

### 자기 쌍극자의 자기적 위치 에너지
자기 모멘트 {\displaystyle \mathbf {m} }을 지닌 전류 고리가 자기장 {\displaystyle \mathbf {B} }하에 놓였을 때, 자기 모멘트의 회전에 대하여 돌림힘에 의한 위치 에너지 {\displaystyle U}를 결정할 수 있다. 이 물리량은 자기 모멘트의 크기, 자기장의 크기, 그리고 자기 모멘트와 자기장이 이루는 각 {\displaystyle {\boldsymbol {\theta }}}에 의존하게 된다. 이 때 돌림힘과 자기장이 수직이 되는 지점이 {\displaystyle U=0} 이도록 하면 그 관계는 벡터의 내적을 사용하여 다음과 같이 표현된다.
{\displaystyle {\boldsymbol {U({\boldsymbol {\theta }})}}=-\mathbf {m} \cdot \mathbf {B} }　　　　　　　- 　(2)

#### 유도
자기장 {\displaystyle \mathbf {B} }하에서 길이 {\displaystyle \mathbf {L} }의 직선 전류 {\displaystyle \mathbf {i} }가 받는 힘이
{\displaystyle \mathbf {F} =\mathbf {iL} \times \mathbf {B} }
임을 이용하면, 직사각형 전류에서 (1)이 성립함을 쉽게 알 수 있다.
이제 임의의 모양의 닫힌 곡선 형태의 전류 고리를 생각하자. 이 전류 고리는 충분히 작은 크기의 무수히 많은 직사각형 전류 고리의 합으로 근사할 수 있다.(이해를 돕기 위해, 전류가 일정한 방향으로 흐르는 여러 개의 직사각형 전류 고리를 붙여 하나의 커다란 도형을 만든 것을 생각해보자. 전류 고리끼리 맞닿은 부분은 전류가 상쇄되고, 전체 도형의 가장 바깥쪽에 위치한 전류만이 남아 하나의 큰 전류 고리를 형성할 것이다.) 직사각형의 크기를 충분히 작게 하면, 이 도형의 자기 모멘트는 원래 도형의 자기 모멘트와 같게 되고, 식 (1)은 임의의 모양을 지닌 전류 고리에 대해 성립하게 된다.
식 (2)는 자기적 위치 에너지의 정의와 식 (1)을 결합하고, {\displaystyle \mathbf {m} }와 {\displaystyle \mathbf {B} }가 수직일 때 {\displaystyle {\boldsymbol {U({\boldsymbol {\theta }})}}=0}이라는 조건을 이용하면 직접 유도할 수 있다.

## 자기 쌍극자의 자기장
시간에 따라 변하지 않는 자기 모멘트 {\displaystyle \mathbf {m} }을 가진 자기 쌍극자의 벡터 퍼텐셜 {\displaystyle \mathbf {A} }는 다음과 같다.
{\displaystyle \mathbf {A} (\mathbf {r} )={\frac {\mu _{0}\mathbf {m} \times {\hat {\mathbf {r} }}}{4\mathrm {\pi } r^{2}}}}.
여기서 {\displaystyle \mathbf {r} }은 쌍극자의 위치에서부터 퍼텐셜을 측정하려는 위치를 가리키는 변위 벡터이고, {\displaystyle {\hat {\mathbf {r} }}}은 {\displaystyle \mathbf {r} } 방향의 단위벡터다. {\displaystyle \mu _{0}}은 진공의 투자율이다.
따라서, 자기 쌍극자의 자기장 {\displaystyle \mathbf {B} (\mathbf {r} )}는 다음과 같다.
{\displaystyle \mathbf {B} ({\mathbf {r} })=\nabla \times \mathbf {A} ={\frac {\mu _{0}}{4\pi }}\left({\frac {3\mathbf {r} (\mathbf {m} \cdot \mathbf {r} )}{r^{5}}}-{\frac {\mathbf {m} }{r^{3}}}\right)}.
자기 모멘트가 시간에 따라 변하는 경우는 뒤처진 퍼텐셜을 고려하여야 하므로 더 복잡하다. 자기 모멘트가 {\displaystyle \mathbf {m} (t)} 인 경우, 그 벡터 퍼텐셜은 다음과 같다.
{\displaystyle \mathbf {A} (\mathbf {r} )={\frac {\mu _{0}(\mathbf {m} (t_{\text{ret}})+{\dot {\mathbf {m} }}(t_{\text{ret}})r/c)\times {\hat {\mathbf {r} }}}{4\mathrm {\pi } r^{2}}}}.
여기서 {\displaystyle \mathbf {t} _{\text{ret}}=t-r/c}는 뒤처진 시간이다. 만약 {\displaystyle \mathbf {m} =\mathbf {m} _{0}\cos(\omega t)}이고, {\displaystyle r\gg c/\omega }인 경우(원거리장)는 다음과 같다.
{\displaystyle \mathbf {A} (\mathbf {r} )=-{\frac {\mu _{0}\omega \mathbf {m} _{0}\sin(\omega t_{\text{ret}})\times {\hat {\mathbf {r} }}}{4\mathrm {\pi } cr}}}.

## 같이 보기
- 모멘트 (물리학)
- 전기 쌍극자 모멘트
- 자기 감수율

## 참고 문헌
- Griffiths, David J. (1999). 《Introduction to Electrodynamics》 (영어). Addison-Wesley. ISBN 978-0138053260.
- Jackson, J. D. (1962, 1975, 1998). 《Classical Electrodynamics》 (영어). New York: John Wiley & Sons. ISBN 978-0-471-30932-1. OCLC 535998. 2013년 8월 21일에 원본 문서에서 보존된 문서. 2012년 10월 10일에 확인함.